# آنا مک کلارک
آنا مک کلارک (انگلیسی: Anna Mac Clarke; ۲۰ ژوئن ۱۹۱۹ – ۱۹ آوریل ۱۹۴۴) با نام تولد آنا مک میچل یک پرسنل نظامی اهل ایالات متحده آمریکا بود. او اولین زن آفریقایی آمریکایی بود که افسر فرمانده یک هنگ کاملاً سفیدپوست شد. درجه او ستوان یکم بود.

## سالهای اولیه
آنا مک کلارک با نام تولد آنا مک میچل در لاورنسبورگ، کنتاکی به دنیا آمد. مادر آنا مک کلارک، نورا میچل، یک آشپر در لورنسبورگ بود و پدرش تام کلارک، کارگر اهل هارودزبورگ، کنتاکی بود. از آنجایی که والدینش هرگز ازدواج نکردند، آنا مک میچل پس از حذف "k" از مک و افزودن یک "e" به انتهای نام خانوادگی پدرش به آنا مک کلارک معروف شد. نورا مادر آنا مک کلارک سه فرزند دیگر داشت، دو پسر و یک دختر. فرانکلین، لوسین و اولین خواهر و برادر ناتنی آنا مک کلارک بودند، زیرا آنها فقط از مادر مشترک بودند. هنگامی که نورا بر اثر خیز درگذشت، این چهار کودک توسط مادربزرگشان، لوسی مدلی، بزرگ شدند.

## تحصیلات
در ۲۸ مه ۱۹۳۷ کلارک موفق شد مدرک دیپلم خود را از دبیرستان لارنسبورگ که در آن زمان از آن به عنوان «دبیرستان رنگین‌پوستان» یاد می‌شد اخذ کند. پس از فارغ‌التحصیلی از دبیرستان، آنا مک در کالج ایالتی کنتاکی (در حال حاضر KSU) شرکت کرد. زمانی که کلارک در ایالت کنتاکی بود، دانش آموز بسیار فعالی بود و در ورزش، انجمن دلتا سیگما تتا و روزنامه مدرسه به نام کنتاکی توروبرد شرکت می‌کرد. کلارک در سال ۱۹۴۱ از کالج ایالتی کنتاکی فارغ‌التحصیل شد و مدرک کارشناسی خود را در دو رشته جامعه‌شناسی و اقتصاد گرفت.

## جنگ جهانی دوم
پس از حمله ژاپن به پرل هاربر، کلارک تصمیم گرفت به ارتش بپیوندد. در سال ۱۹۴۲ کلارک در مدرسه سیگنال فرماندهی سرویس پنجم ارتش ایالات متحده در سینسیناتی، اوهایو آموزش دید. پس از دریافت آموزش، آنا مک رسماً در ۳ اکتبر به واحدهای ارتش در سینسیناتی پیوست. او با قطار به مرکز آموزشی سپاه کمکی ارتش زنان در فورت د موین، آیووا – بزرگ‌ترین مرکز آموزشی برای آفریقایی-آمریکایی‌ها رفت. دوره مشابه دوره‌های مربوط به مردان بود، اگرچه از زنان انتظار نمی‌رفت که دروس رزمی را مطالعه کنند و آنها یک دوره در مورد بهداشت زنان را گذراندند. این زنان بهداشت نظامی و کمک‌های اولیه، آداب و رسوم و ادب نظامی، نقشه خوانی، دفاع در برابر حمله شیمیایی، دفاع در برابر حمله هوایی، گارد داخلی، مدیریت شرکت، تأمین و مدیریت مواد غذایی را مطالعه کردند. کلارک دوره چهار هفته ای آموزش پایه خود را درست قبل از کریسمس ۱۹۴۲ به پایان رساند.
در ۳۰ نوامبر ۱۹۴۲، مدرسه افسری در فورت د موین در آیووا - جایی که کلارک در آن مستقر بود - منحل شد. در پایان فوریه، کلارک به عنوان رهبر یک جوخه در گروهان چهارم، هنگ سوم، منصوب شد. افسر سوم آنا مک کلارک اولین آفریقایی-آمریکایی بود که به فرماندهی واحدی تماماً سفیدپوست گماشته می‌شد. او به همراه افسر اول سارا ای. مورفی، کلارک واحدی متشکل از آفریقایی-آمریکاییان را برای خدمت در بیمارستان عمومی ویکمن در کمپ آتربری در ایندیانا رهبری کرد. این مأموریت تنها یک ماه به طول انجامید و در ژوئن ۱۹۴۳، کلارک در بخش طبقه‌بندی و تعیین تکلیف مقر WAAC در واشینگتن دی سی منتقل شد. او در مدرسه آجودانی ژنرال در فورت مید، مریلند ثبت نام کرد و پس از اتمام دوره آموزشی به برنامه استخدام مجدد WAAC شیکاگو پیوست. کلارک در ۱۶ ژوئیه ۱۹۴۳ به درجه افسر دوم ارتقا یافت و به فورت د موین بازگشت. ارتش واحدهای کمکی WAAC را به ارتش منظم تبدیل کرد و کلارک در سپتامبر ۱۹۴۳ به عضویت سپاه زنان ارتش (WAC) درآمد.